# پولیکا (کومونه)
پولیکا (به ایتالیایی: Pollica) یک کومونه در ایتالیا است که در استان سالرنو واقع شده‌است. پولیکا ۲۷٫۸۹ کیلومتر مربع مساحت و ۲٬۶۱۳ نفر جمعیت دارد و ۲۸۰ متر بالاتر از سطح دریا واقع شده‌است.

## خواهرخوانده
شهر بولونیا خواهرخواندهٔ پولیکا (کومونه) هست.